# 1799 en Grèce ottomane
Chronologie de la Grèce
- 1795
- 1796
- 1797
- 1798
- 1799
- 1800
- 1801
- 1802
- 1803

Cette page concerne les évènements survenus en 1799 en Grèce ottomane  :

## Événement
- 3 mars 1799 : Fin du siège de Corfou.
- Les départements français de Grèce sont perdus et deviennent, en 1800 la République des Sept-Îles, sous la protection de la Russie et de la Turquie.

## Naissance
- Athanásios Iatrídis (el), peintre.
- Konstantínos Farmakópoulos (el), avocat et personnalité politique.
- Evanthía Kaḯri, écrivaine.
- Stáikos Staïkópoulos, général.
- Nikólaos Tritákis (el), militaire, combattant pour l'indépendance.
- Níkos Tsélios (el), personnalité politique.

## Décès
- Geórgios Bótsaris (el), chef militaire.
- Pierre-Augustin Guys, négociant marseillais, voyageur et écrivain.
- Dimítrios G. Fléssas (el), combattant pour l'indépendance.
- John Tweddell, voyageur et archéologue anglais.